# Convolvulus spicatus
Convolvulus spicatus är en vindeväxtart som beskrevs av Albert Peter. Convolvulus spicatus ingår i släktet vindor, och familjen vindeväxter. Inga underarter finns listade i Catalogue of Life.